# Stadtbibliothek Köln
Die Stadtbibliothek Köln zählt zu den größten und bedeutendsten öffentlichen Bibliotheken Deutschlands.
Sie hat rund 87.000 Mitglieder und wird pro Jahr ca. sieben Millionen Mal genutzt. Zum 1. Januar 2025 hat Anja Flicker die Leitung übernommen. Im Jahr 2023 erzielte die Stadtbibliothek Einnahmen, z. B. aus Spenden und Benutzungsgebühren, in Höhe von 1.843.533 Euro, denen Ausgaben in Höhe von 19.709.676 Euro gegenüberstanden.
Die Zentrale des Bibliothekssystems liegt seit 1979 im Kulturquartier in unmittelbarer Nähe des Neumarkts. Der Eingang der Zentralbibliothek befindet sich am Josef-Haubrich-Hof, das Gebäude grenzt zudem an die Fleischmenger- und Bayardsgasse und steht in direkter Nachbarschaft des Neubaus des Rautenstrauch-Joest-Museums und des Museums Schnütgen sowie dem Studienhaus der Volkshochschule.
Seit Juni 2024 ist die Zentralbibliothek am Neumarkt aufgrund der Generalsanierung geschlossen. Ein Interim wurde auf der Hohe Straße 68–82 im Februar 2025 eröffnet, welches Mitglieder zur Ausleihe, Rückgabe und Anmeldung nutzen können.

## Bibliothekssystem
Das System der Kölner Stadtbibliothek umfasst neben den in der Zentralbibliothek ansässigen Abteilungen elf Zweigstellen, einer Busbibliothek sowie mehrere Spezialeinrichtungen. Es handelt sich um eine öffentliche Einrichtung der Stadt Köln. Innerhalb der Stadtverwaltung ist die Stadtbibliothek dem Dezernat VII (Kunst und Kultur), zugeordnet. Sie versorgt rund eine Million Kölner Einwohner mit „Bildung, Fortbildung und Information“, hinzu kommt eine Vielzahl von Nutzern aus der Region sowie dem benachbarten Ausland (Belgien, Niederlande, Luxemburg).

### Zentralbibliothek
In der 1979 errichteten Zentralbibliothek sind alle Formen von Druckwerken sowie Noten und Karten ausleihbar, ferner: CDs, CD-ROMs, DVDs (auch interaktiv), Blu-rays. Zum Angebot zählen außerdem Hörbücher, Spiele, Sprachkurse, Software, Medien-Kombinationen und E-Books. Alle Etagen sind mit PCs für Internet-, Katalog- und Datenbanknutzung ausgestattet. Außerdem stehen W-LAN-Bereiche, Kopierer, Hörstationen, Arbeitsplätze und Schulungsräume zur Verfügung. In der 2011 renovierten Kinderbibliothek können PC- und Konsolen-Spiele getestet werden. In der dritten Etage wurde ein großer Lern- und Arbeitsbereich für Schüler geschaffen. Für die musikalische Praxis stehen ein E-Piano und ein Ton-Studio mit Grotrian-Steinweg-Flügel zur Verfügung. In der neu gestalteten vierten Etage können neben iPad-Arbeitsplätzen auch ein 3D-Drucker sowie ein 3D-Scanner benutzt werden.
Im Eingangsbereich der Zentralbibliothek befindet sich mit dem Kulturschaufenster ein erster Treffpunkt und Informationsbereich mit Internetplatz, Präsentation aktueller Ausstellungskataloge und einer Fensterprojektion zu Kölner Kulturangeboten. Im Juli 2012 wurde die Verbuchung (Ausleihe/Rückgabe) an den Servicetheken aufgelöst. Im Erdgeschoss stehen den Kunden seitdem 6 Ausleihgeräte, 4 Innenrückgaben und 2 Kassenautomaten zur Verfügung. Des Weiteren befindet sich eine Außenrückgabe an der Ostseite des Gebäudes, um auch Rückgaben außerhalb der Öffnungszeiten zu ermöglichen. Bei den Ausleih- und Rückgabegeräten findet RFID-Technologie Verwendung. 2011 wurde im Lese- und Veranstaltungssaal die Q-thek eingerichtet. Das Raumkonzept ist Teil des NRW-Projektes „Lernort Bibliothek – Zwischen Wunsch und Wirklichkeit“, an dem sich sieben Bibliotheken des Bundeslandes beteiligten. Die Q-thek verbindet neue Lern- und Arbeitsmöglichkeiten und eine zeitgemäße technische Ausstattung mit einem Mobiliar, das zu längerem Aufenthalt einlädt. Sie bietet den Bibliothekskunden Information, Kommunikation und Entspannung.
Spezialeinrichtungen der Zentralbibliothek sind: die Blindenhörbibliothek (u. a. mit Zugriff auf 30.000 Medien von MEDIBUS), das Heinrich-Böll-Archiv sowie die Sammlung Literatur in Köln (Lik). Hinzu kommt ein Ausstellungsbereich mit einem originalen Arbeitszimmer von Heinrich Böll und einer Foto-Ausstellung Kölner Autoren. Außerdem hat seit 1979 die Germania Judaica, Kölner Bibliothek zur Geschichte des deutschen Judentums e. V., ihren Standort in der Zentralbibliothek.

### Interim auf der Hohe Straße
Seit Februar 2025 ist die Zentralbibliothek in ihrem Interim auf der Hohe Straße 68–82 zu finden. Bisher können Unter- und Erdgeschoss sowie die erste Etage genutzt werden. Weitere Etagen werden im Laufe des Jahres für die Nutzung freigegeben.

### Stadtteilbibliotheken

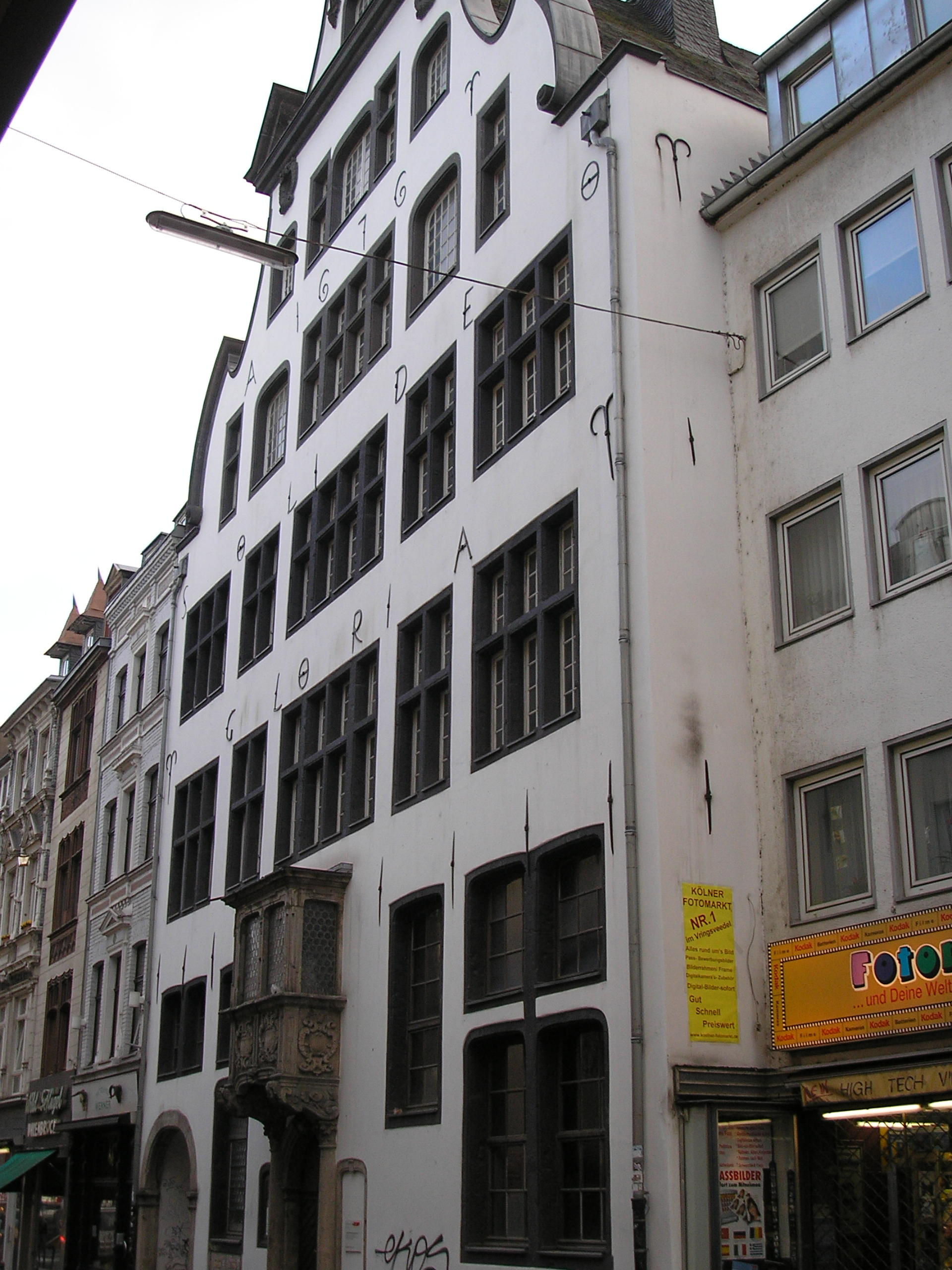
Stadtteilbibliothek Haus Balchem auf der Severinstraße (2009)

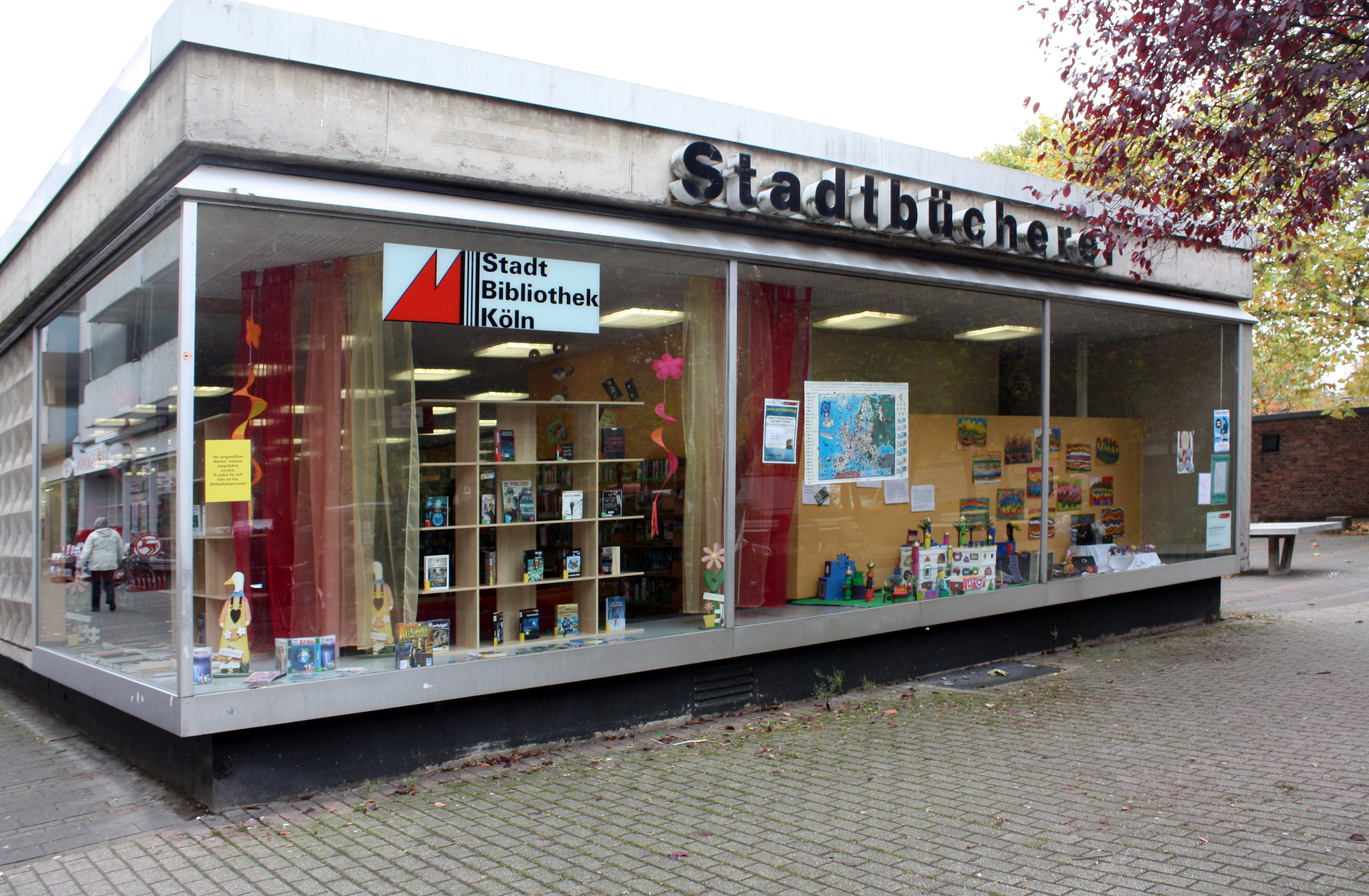
Stadtteilbibliothek Köln-Neubrück (2009)

Das Zweigstellen-System umfasst elf Standorte in den Kölner Stadtteilen Bocklemünd, Chorweiler, Ehrenfeld, Kalk, Mülheim, Neubrück, Nippes, Porz, Rodenkirchen und Sülz. Eine Besonderheit ist die Filiale in der Severinstraße: Sie befindet sich in Haus Balchem, einem nach dem Zweiten Weltkrieg restaurierten Gebäude im barocken Stil, nach der Originalansicht aus dem 17. Jahrhundert. Die Zweigstelle Bocklemünd wird von den Auszubildenden der Bibliothek als Juniorfirma betrieben. Mit einer Busbibliothek werden weitere 18 Stadtteile versorgt.

## Service
Zum Service gehören Medien aus den Bereichen Belletristik, Sachliteratur, Pop-Musik und Spielfilme. Die Bibliothek bietet außerdem auch eine Vielzahl an Videospielen für alle gängigen Konsolen sowie PC an. Für Benutzer besteht außerdem die Möglichkeit der Fernleihe, um Medien und Dokumente zu erhalten, die in Köln nicht verfügbar sind. Es finden außerdem regelmäßig Schulungen zur Recherche in Datenbanken und Internet statt. Weiterhin existieren umfangreiche pädagogische Programme und Kooperationen mit Schulen. Der Schulservice bietet für alle Altersstufen speziell konzipierte pädagogische Programme mit schüleraktivierenden Methoden zur Vermittlung von Medien- und Informationskompetenz.

## Virtuelle Bibliothek
Die Bibliothek war 1996 die erste Öffentliche Bibliothek mit eigenem Webserver. Mittlerweile ist die Homepage jedoch in das Angebot der Stadt Köln integriert. Sie bietet den Kunden nicht nur schnelle Internetzugänge, sondern auch professionelle Datenbanken zur Selbstrecherche an. Die Stadtbibliothek war 2007 eine von vier Pilotbibliotheken für die Einführung der Onleihe, einem Downloadportal für die zeitgebundene Nutzung digitaler Medien (E-Books, Hörbücher, Filme, Zeitungen, Magazine und Musik).

## Veranstaltungen
Die Bibliothek ist nicht nur ein Wissensspeicher, sondern auch ein vielbesuchter Veranstaltungsort. Schwerpunkte bilden Reihen wie das MINT-Festival, bei der Workshops und andere Veranstaltungen für jede Altersklasse angeboten werden, und die Reihe geeks@cologne, die sich thematisch vor allem mit Technologien und Webkultur beschäftigt. Lesungen, Ausstellungen und ein Kinderprogramm verteilen sich auf alle Standorte des Systems.

## Leseförderung
Die Bibliothek bietet ein modular gestaltetes Leseförderungsprogramm an. Im Zentrum der Kölner Bücherbabys - die literarische Krabbelgruppe steht die Sprach- und Sinnesförderung von Kleinkindern im Alter von 0–3 Jahren. Diese finden in regelmäßigen Abständen, auch mehrsprachig, in verschiedenen Standorten der Stadtbibliothek statt.
Vordringlich an Kindergärten wendet sich die Bücherbande mit spielerischen Leseförderungsmodulen wie z. B. dem „Bücherbande-Malbuch“.
Der Leseclub schließt daran an. Jedes Mitglied zwischen 6 und 15 Jahren erhält ein individuelles Lesetagebuch mit altersspezifischen Aufgaben. Ran ans Lesen wurde für die große Zahl der Kölner Ganztagsschulen konzipiert. Verbunden werden hier Lesetagebücher, ehrenamtliches Engagement und pädagogische Zusammenarbeit mit Lehrern.

## Bibliothek interkulturell
Als multikultureller Treffpunkt eröffnet die Bibliothek viele Möglichkeiten zum Spracherwerb und kooperiert mit den Anbietern von Integrationskursen. Das Integrationsprojekt Bi-IN informiert Lehrkräfte von Integrationskursen über die Vorteile einer Bibliotheksnutzung, um anschließend die Kursteilnehmer mit der Institution Bibliothek vertraut zu machen. Alle Kursteilnehmer erhalten eine dreimonatige kostenlose Probemitgliedschaft.

## Kooperationen
Kooperative Vernetzung bestehen mit: der Lit.Cologne, dem Literaturhaus Köln, der SK Stiftung Kultur, dem Belgischen Haus, der Universität zu Köln und der Kölner Freiwilligen-Agentur, dem Hochschulbibliothekszentrum des Landes Nordrhein-Westfalen, der Volkshochschule Köln und im Rahmen der Initiative Bildungspartner NRW mit vielen Kölner Schulen.

## Fördervereine
- Förderverein Stadtbibliothek Köln e. V. (Projekte: minibib im Kölner Stadtgarten, 2011 im Wettbewerb 365 Orte im Land der Ideen in der Kategorie Kultur ausgezeichnet).[5] Das kostenlose, niederschwellige Angebot funktioniert ohne erforderliche Ausweise und Anmeldung und beruht auf Vertrauen.[6]
- Literamus e. V.

## Geschichte

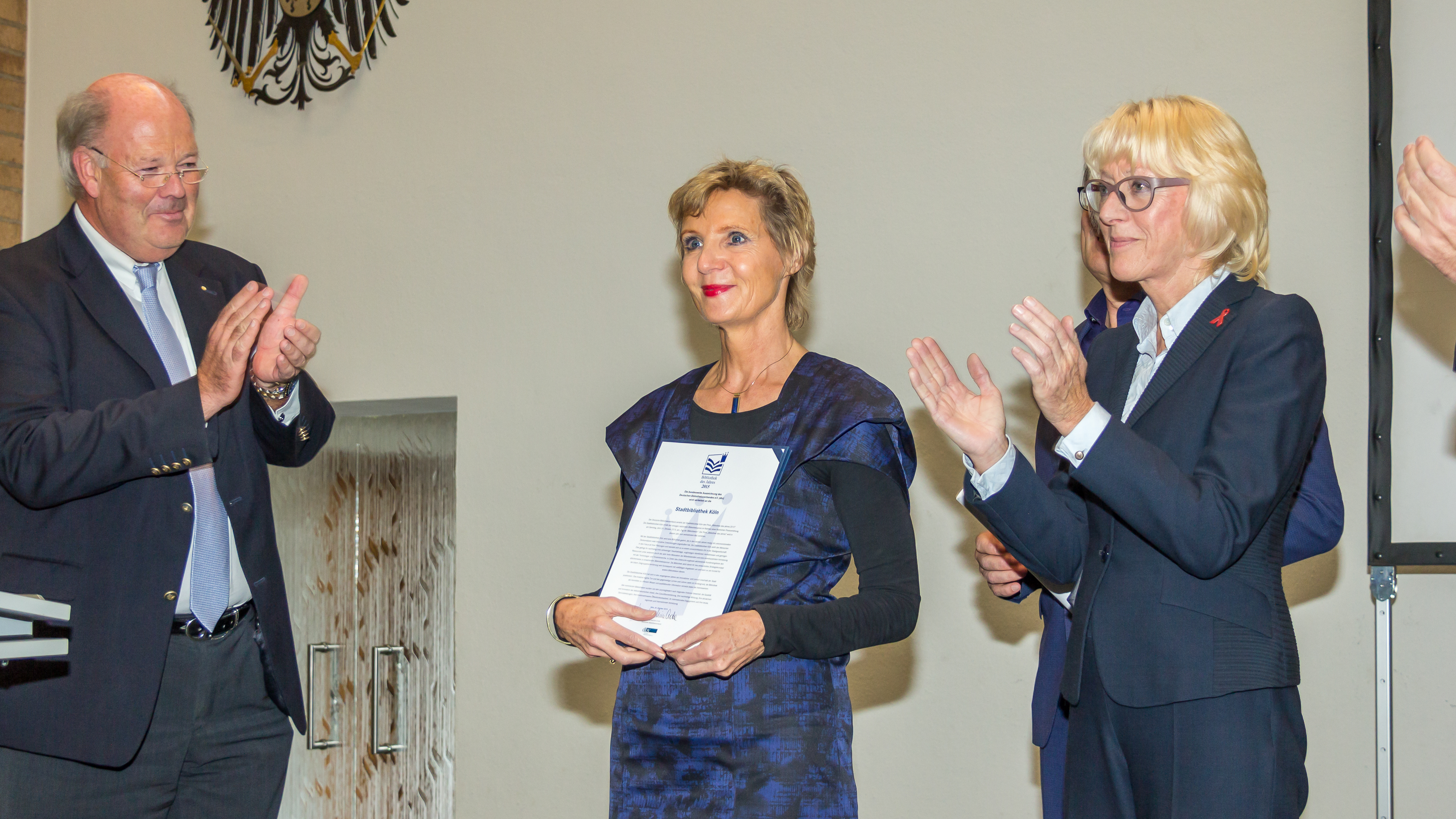
Übergabe der Auszeichnung „Bibliothek des Jahres 2015“ an die Stadtbibliothek Köln

Die erste Kölner Volksbibliothek öffnete am 3. Dezember 1890 ihre Türen. Finanziert wurde sie durch eine Stiftung von Bürgern der Stadt. Durch weitere Stiftungen und städtische Mittel entstanden bis 1939 zwölf Volksbibliotheken und acht Lesehallen. 1924 übernahm Rudolf Reuter die Leitung und eröffnete 1928 eine Fachschule für Bibliothekare. 1931 gab es in Köln als dritter Stadt nach München und Dresden eine Fahrbücherei. Nach dem Zweiten Weltkrieg halfen zahlreiche Bücherspenden aus dem Ausland, den Bestand der damaligen Volksbüchereien wieder aufzustocken. 1966 beschloss der Stadtrat die Umbenennung in Stadtbücherei Köln.
Die 1979 eröffnete Zentralbibliothek wurde nach dem Vorbild der anglo-amerikanischen public library konzipiert. Das Gebäude umfasst 54.800 m³ umbauten Raum auf einer Gesamtfläche von 14.500 m². In Köln tragen gleich zwei Institutionen den Namen Stadtbibliothek. Die Universitäts- und Stadtbibliothek Köln (USB) erhielt 1920 bei Errichtung der Neuen Universität diesen Namen, weil sie anfänglich von der Stadt Köln unterhalten wurde und bis heute von allen Kölner Bürgerinnen und Bürgern genutzt werden kann. Erst 1995 änderte sich der Name der Stadtbücherei in Stadtbibliothek Köln.
2015 wurde die Stadtbibliothek Köln als Bibliothek des Jahres ausgezeichnet.